# Tullio Levi-Civita
Tullio Levi-Civita, Hội viên Hội Hoàng gia Luân Đôn (29 tháng 3 năm 1873-29 tháng 12 năm 1941) là một nhà toán học người Do Thái ở Italia, nổi tiếng nhất với công trình nghiên cứu về phép vi tích phân tenxơ và các ứng dụng của nó đối với thuyết tương đối, tuy nhiên cũng có những cống hiến đáng kể trong các lĩnh vực khác. Ông là học trò của Gregorio Ricci-Curbastro, cha đẻ của tích phân tenxơ. Công trình của ông bao gồm các bài báo có tính nền tảng về cả toán học lý thuyết lẫn toán học ứng dụng, cơ học thiên thể (đáng chú ý là về bài toán ba vật), cơ học giải tích (điều kiện phân ly Levi-Civita trong phương trình Hamilton-Jacobi và thủy động lực học.

## Tiểu sử

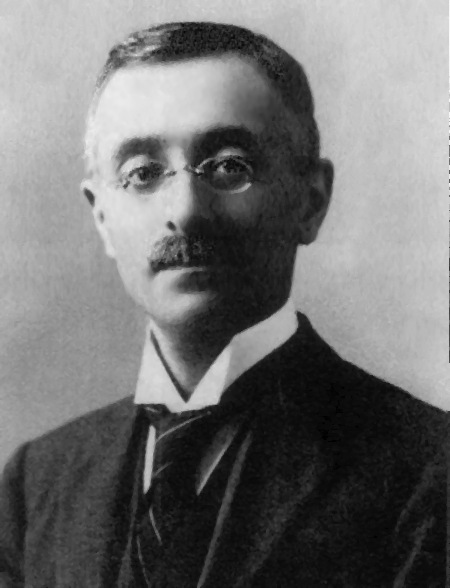
Tullio Levi-Civita vào khoảng năm 1900.

Sinh ra trong một gia đình Do Thái ở Padua, Italia, Levi-Civita là con của Giacomo Levi-civita, một luật sư và cựu thượng nghị sĩ. Ông tốt nghiệp khoa Toán trường Đại học Padua năm 1892. Năm 1894 ông nhận bằng sư phạm và giảng ở khoa Khoa học trường Cao đẳng Sư phạm Pavia. Năm 1898 ông được bổ nhiệm ghế Giáo sư Cơ học lý thuyết ở Đại học Padua nơi ông đã gặp và cưới Libera Trevisani, một sinh viên của mình, năm 1914. Ông giảng ở Padua cho đến khi nhận chức Giáo sư Giải tích Cao cấp ở Đại học Roma năm 1918, sau đó là Giáo sư Cơ học ở đây.
Vào năm 1900 ông và Ricci Curbastro công bố lý thuyết về tenxơ trong cuốn Méthodes de calcul différentiel absolu et leurs applications (Phương pháp tính vi tích phân tuyệt đối và ứng dụng) mà Albert Einstein nghiên cứu để nắm được phép vi tích phân tenxơ như một công cụ quan trọng để phát triển thuyết tương đối tổng quát. Loạt bài viết về trường hấp dẫn tĩnh của Levi-Civita cũng được thảo luận trong cuộc trao đổi thư từ giữa Einstein và Levi-Civita những năm 1915-1917. Bức thư đầu tiên do Levi-Civita viết khi ông phát hiện những lỗi chứng minh toán học nghiêm trọng trong cách Einstein giải thích thuyết tương đối. Levi-Civita đã giữ toàn bộ các bức thư Einstein trả lời ông, chúng giúp cho ngày nay có thể hiểu được toàn bộ cuộc bàn luận giữa hai người vì toàn bộ thư Levi-Civita gửi bị Einstein vứt bỏ theo thói quen của nhà vật lý này, trừ một bức duy nhất có thông tin quan trọng để tham khảo. Từ các bức thư này, hai người tỏ ra rất quý mến nhau; trong một bức Einstein viết "Tôi khâm phục vẻ tao nhã trong phương pháp tính toán của ông; thật là tốt để băng qua những chiến trường (field, cũng có nghĩa là "lĩnh vực") này trên con ngựa của toán học chân chính, còn những người loại như chúng tôi [giới vật lý không chuyên về toán học] thì nhọc nhằn tự đi bằng đôi chân".
Cuốn sách giáo khoa của ông về phép vi tích phân tenxơ, Vi tích phân đạo hàm tuyệt đối là một trong các cuốn sách giáo khoa chuẩn mực trong suốt hơn một thế kỉ từ khi xuất bản và được dịch ra vài thứ tiếng.
Năm 1936, theo lời mời của Einstein, Levi-Civita sang Mỹ sống và làm việc ở Princeton một năm, trước khi trở về do lo ngại nguy cơ chiến trang ở châu Âu. Đạo luật phân biệt chủng tộc năm 1938 do chính phủ phát xít Italia ban hành đã tước bỏ tất cả chức vụ giáo sư cũng như hội viên các hội khoa học của Levi-Civita. Bị cô lập khỏi thế giới khoa học, ông mất tại nhà riêng ở Roma năm 1941. Sau này, khi được hỏi ông thích nhất điều gì về nước Italia, Einstein từng đáp rằng "spaghetti và Levi-Civita".

## Các nghiên cứu khác và các vinh dự
Động lực học giải tích là một khía cạnh khác của các nghiên cứu của Levi-Civita: nhiều bài báo của ông nghiên cứu bài toán ba vật. Ông cũng viết các công trình về thủy động lực học và các hệ phương trình đạo hàm riêng. Ông được ghi nhớ vì đã cải tiến Định lý Cauchy-Kowalevski, trình bày trong một cuốn sách năm 1931. Năm 1933, ông góp phần phát triển phương trình Dirac. Ông cũng xây dựng trường Levi-Civita, một trường số bao gồm các đại lượng vi phân.
Hội Hoàng gia Luân Đôn tặng ông Huy chương Sylvester năm 1922 và bầu ông làm thành viên năm 1930. Ông cũng là thành viên danh dự của các Hội Toán học Luân Đôn, Hội Hoàng gia Edinburgh, Hội Toán học Edinburgh, sau khi ông tham dự hội thảo chuyên đề ở Đại học St Andrews năm 1930. Ông cũng là thành viên của Viện Hàn lâm Lincei và Viện Hàn lâm Khoa học Giáo hoàng của Italia, nhưng vì là người Do Thái và chống phát xít nên ông đã bị tước bỏ các danh hiệu này.
Tên của ông được đặt cho một hố thiên thạch trên Mặt Trăng.

## Tác phẩm
- Tullio Levi-Civita and Ugo Amaldi Lezioni di meccanica razionale (Bologna: N. Zanichelli, 1923)
- Tullio Levi-Civita and Enrico Persico Fondamenti di meccanica relativistica (Bologna: N. Zanichelli, 1928)
- Tullio Levi-Civita Lezioni di calcolo differenziale assoluto (1925)
- Tullio Levi-Civita Caratteristiche e propagazione ondosa
- Tullio Levi-Civita Questioni di meccanica classica e relativistica (Bologna, N. Zanichelli, 1924)
- Tullio Levi Problème des N Corps en relativité générale (Gauthier-Villars, Paris, 1950, Mémorial des sciences mathématiques ISSN: 0025-9187)
- Tullio Levi-Civita and Ugo Amaldi Nozioni di balistica esterna
- Tullio Levi-Civita (1904). "Sulla integrazione della equazione di Hamilton-Jacobi per separazione di variabili". Math. Ann. Quyển 59 số 3. tr. 383. doi:10.1007/BF01445149.